# Яровая, Алина
Алина Яровая, настоящее имя Алевтина Викторовна Яровая (род. 17 декабря 1984, Ворошиловград) — украинская и российская оперная певица (сопрано), педагог, солистка Московской областной филармонии, солистка Большого театра, заслуженная артистка республики Дагестан (2014).

## Биография
Родилась в семье врачей. В 6 лет поступила в общеобразовательную экспериментальную школу для одарённых детей и в детскую музыкальную школу № 1 в городе Луганске. Окончила по классу фортепиано у Г. В. Великохатской и вокала у Людмилы Шали.
В 2001 году поступила в Донецкую консерваторию им. С. Прокофьева на подготовительное вокальное отделение к профессору, народной артистке Украины Алине Коробко. Начиная со второго подкурса, работала солисткой эстрадно-духового оркестра шахты им. Засядько, под руководством Ефима Звягильского. Затем со 2 курса консерватории её пригласили в труппу Донецкого академического украинского музыкально-драматического театра, где она исполнила свою первую оперную партию Сюзанны в опере «Свадьба Фигаро» Моцарта. Затем последовала Парася из «Сорочинской ярмарки».
В 2008 году окончила Донецкую государственную академию им. С. С. Прокофьева, как исполнитель и преподаватель академического вокала. Оперный класс заканчивала партией Виолетты Валери из оперы «Травиата» Верди.
Дипломантка Международного конкурса молодых оперных певцов Елены Образцовой (Санкт-Петербург, 2009) и лауреат II премии Международного конкурса патриотической песни «Молодая гвардия» (Краснодон, Украина, 2002). С 2005 по 2009 год являлась солисткой Донецкого национального музыкально-драматического театра, в котором подготовила и исполнила несколько ведущих ролей в операх и классических мюзиклах.
В 2010 году стала лауреатом молодёжной премии «Триумф». В этом же году заняла 2 место в Международном Конкурсе им. Шаляпина «Голоса над Волгой» (Плёс), а также 3 место на международном конкурсе «OperaLife» в Италии (Потенца).
Начиная с 2009 года сотрудничает с Камерным оркестром «Виртуозы Москвы» под руководством Владимира Спивакова. Участвовала в концертах ООН и ЮНЕСКО по случаю Дня Победы в 2010 году. В 2010 году исполнила партию Мюзетты в постановке Донбасс Опера в Донецке. В то же время дала благотворительный концерт в Донецкой академической филармонии им. Прокофьева и в Луганской филармонии.
В 2014 году была номинирована на «Золотую маску» за лучшую женскую роль в опере Равеля «Дитя и волшебство».
В 2016 году приняла участие в фестивале «Новая волна», после чего сотрудничала с Игорем Крутым.
С 2017 года — солистка Московской филармонии под руководством Максима Дунаевского.
В феврале 2017 года с австрийским дирижёром Питером Гутом совместно с «Виртуозами Москвы» участвовала в программе «Штраус Гала» в Большом Кремлёвском дворце. В программе были представлены вальсы Штрауса, арии и дуэты из оперетт Имре Кальмана и Франца Легара.
В декабре 2020 года стала лауреатом V премии «На благо мира» в номинации «Профессиональная песня».

## Награды
- 2002 — лауреат II премии Международного конкурса патриотической песни «Молодая гвардия» (Краснодон, Украина, 2002)
- 2009 — Дипломантка Международного конкурса молодых оперных певцов Елены Образцовой
- 2010 — 2 место в Международном Конкурсе им. Шаляпина «Голоса над Волгой» (Плёс).
- 2010 — лауреат молодёжной премии «Триумф»[14].
- 2012 — 3 место на международном конкурсе «OperaLife» в Италии (Потенца)
- 2014 — Заслуженная артистка Республики Дагестан.
- 2020 — лауреат премии «На благо мира»[15]